# Desa Bugbug
Desa Bugbug är en administrativ by i Indonesien.   Den ligger i provinsen Provinsi Bali, i den sydvästra delen av landet, 1 000 km öster om huvudstaden Jakarta. Desa Bugbug ligger på ön Bali.